# Colotenango
Colotenango est une ville du Guatemala dans le département de Huehuetenango.